# Мар'янівська сільська рада (Лисянський район)
Мар'я́нівська сільська́ ра́да — адміністративно-територіальна одиниця та орган місцевого самоврядування в Лисянському районі Черкаської області. Адміністративний центр — селище Мар'янівка.

## Загальні відомості
- Населення ради: 840 осіб (станом на 2001 рік)

## Населені пункти
Сільській раді підпорядковані населені пункти:
- с-ще Мар'янівка
- с. Розкошівка

## Склад ради
Рада складалася з 14 депутатів та голови.
- Голова ради: Бурлака Микола Васильович
- Секретар ради: Яцюк Юлія Леонідівна

### Керівний склад попередніх скликань
| Прізвище, ім'я, по батькові | Основні відомості                                                         | Дата обрання | Дата звільнення |
| --------------------------- | ------------------------------------------------------------------------- | ------------ | --------------- |
| Бурлака Микола Васильович   | Сільський голова, 1956 року народження, освіта вища, безпартійний         | 26.03.2006   | 31.10.2010      |
| Бурлака Микола Васильович   | Сільський голова, 1956 року народження, освіта вища, член Партії регіонів | 31.10.2010   |                 |

Примітка: таблиця складена за даними сайту Верховної Ради України

### Депутати
За результатами місцевих виборів 2010 року депутатами ради стали:

#### За суб'єктами висування
| Суб'єкт висування | Кількість обраних депутатів | %    |
| ----------------- | --------------------------- | ---- |
| Самовисування     | 13                          | 92,9 |
| Партія регіонів   | 1                           | 7,1  |

#### За округами
| № округу        | Прізвище, ім'я, по батькові          | Дата визнання обраним | Освіта             | Партійна приналежність                                          | Відомості про обраного депутата                            |
| --------------- | ------------------------------------ | --------------------- | ------------------ | --------------------------------------------------------------- | ---------------------------------------------------------- |
| Партія регіонів |                                      |                       |                    |                                                                 |                                                            |
| 1               | Яцюк Юлія Леонідівна                 | 01.11.2010            | вища               | позапартійна                                                    | тимчасово не працює                                        |
| Самовисування   |                                      |                       |                    |                                                                 |                                                            |
| 2               | Гарболінський Володимир Анатолійович | 01.11.2010            | вища               | позапартійний                                                   | ТОВ «ЧМК», інженер з охорони праці та техніки безпеки      |
| 3               | Руснак Сергій Костянтинович          | 01.11.2010            | середня спеціальна | член Партії регіонів                                            | ТОВ «ЧМК», виконроб                                        |
| 4               | Аргат Наталія Володимирівна          | 10.04.2011            | вища               | позапартійна                                                    | Сільська рада, бухгалтер                                   |
| 5               | Візіренко Анна Миколаївна            | 01.11.2010            | середня            | член Партії регіонів                                            | ТОВ «ЧМК», ветсанітар                                      |
| 6               | Поліщук Павліна Вікторівна           | 01.11.2010            | вища               | член Партії регіонів                                            | Мар'янівський НВК, педагог-організатор                     |
| 7               | Прудивус Любов Феофанівна            | 01.11.2010            | середня спеціальна | член Партії регіонів                                            | приватний підприємець                                      |
| 8               | Москаленко Надія Іванівна            | 01.11.2010            | середня спеціальна | позапартійна                                                    | ФП с. Мар'янівка, молодша медична сестра                   |
| 9               | Вельбівець Микола Анатолійович       | 01.11.2010            | вища               | позапартійний                                                   | приватний підприємець                                      |
| 10              | Щибря Олена Олексіївна               | 01.11.2010            | вища               | член «Жінки за майбутнє» Всеукраїнського політичного об'єднання | Мар'янівсь- кий НВК, вчитень української мови і літератури |
| 11              | Лісова Валентина Дмитрівна           | 01.11.2010            | середня спеціальна | член Партії регіонів                                            | ФПс. Розкошівка, завідувачка ФП                            |
| 12              | Бородій Тетяна Сергіївна             | 19.05.2013            | середня спеціальна | позапартійна                                                    | ТОВ «ЧМК», оператор                                        |
| 13              | Гаврилюк Ірина Миколаївна            | 01.11.2010            | вища               | позапартійна                                                    | Мар'янівський НВК, вчитель української мови та літератури  |
| 14              | Гаврилюк Людмила Юріївна             | 01.11.2010            | вища               | позапартійна                                                    | Мар'янівський НВК, вчитель математики                      |

## Населення
За переписом населення України 2001 року в селі мешкало 819 осіб.

### Мова
Розподіл населення за рідною мовою за даними перепису 2001 року:
| Мова       | Відсоток |
| ---------- | -------- |
| українська | 97,74 %  |
| російська  | 2,26 %   |